# Fiodor Dudnik
Fiodor Fiedotowicz Dudnik (ros. Фёдор Федотович Дудник, ur. 26 lipca?/8 sierpnia 1910 we wsi Łucikowka obecnie w rejonie białopolskim w obwodzie sumskim, zm. 24 września 1986 w Sumach) był radzieckim podpułkownikiem lotnictwa i Bohaterem Związku Radzieckiego (1943).

## Życiorys
Urodził się w ukraińskiej rodzinie chłopskiej. Skończył niepełną szkołę średnią, pracował na roli, a od 1927 jako robotnik fabryczny w Sumach i w Kramatorsku. Od 1933 służył w Armii Czerwonej, w 1937 ukończył szkołę artylerii w Kijowie, a w 1938 wojskową szkołę lotniczą w Charkowie. Od 1938 służył w lotnictwie bombowym, 1939–1940 brał udział w wojnie z Finlandią, w 1940 został przyjęty do WKP(b). Od czerwca 1941 uczestniczył w wojnie z Niemcami, m.in. w obronie Kijowa, Moskwy, Kaukazu i Leningradu, w bitwie pod Kurskiem i bombardowaniu obiektów w Noworosyjsku, Sewastopolu, Kerczu i innych miastach. Jako nawigator klucza 5 gwardyjskiego pułku lotniczego 50 Dywizji Lotniczej 6 Korpusu Lotniczego Lotnictwa Dalekiego Zasięgu w stopniu kapitana wykonał 312 lotów bojowych. Bombardował obiekty m.in. w Odessie, Płowdiwie, Budapeszcie, Bukareszcie i Warszawie, brał również udział w szturmie Berlina i walkach pod Pragą. Po wojnie ukończył wyższą szkołę oficerską, w 1949 został zwolniony do rezerwy w stopniu podpułkownika.

## Odznaczenia
- Złota Gwiazda Bohatera Związku Radzieckiego (18 września 1943)
- Order Lenina (dwukrotnie)
- Order Czerwonego Sztandaru
- Order Wojny Ojczyźnianej I klasy
- Order Czerwonej Gwiazdy

I medale.